# Jin Jingzhu
Jin Jingzhu (chiń. upr. 金京珠; ur. 5 stycznia 1992 w Jilin) – chińska łyżwiarka szybka startująca też w short tracku, brązowa medalistka mistrzostw świata.

## Kariera
Na mistrzostwach świata juniorów w short tracku w Courmayeur w 2011 zdobyła brązowy medal w sztafecie.
Na mistrzostwach świata na dystansach w Heerenveen w 2023 zdobyła brązowy medal w sprincie drużynowym. Na tej samej imprezie była jedenasta w biegu na 500 m.
W lutym 2014 roku wystąpiła na igrzyskach olimpijskich w Pekinie, zajmując 12. miejsce w biegu na 500 m i 22. na dystansie 1000 m.